# Akcent
Akcent es el seudónimo artístico de Adrian Sina, aunque era un trío rumano de música euro-dance, conformado por Adrian, Sorin Brotnei y Mihai Gruia hasta el 2013, con éxitos en Europa y partes de América y Asia.

## Historia
Adrian Sână inició el grupo en 1999. En ese momento lo conformaban él y su pareja Ramona Barta; juntos lanzaron el álbum "Senzatzia".
Recién en el 2000 se consolidó en los cuatro integrantes (Adi, Marius, Mihai y Sorin) con los que la banda fue conocida internacionalmente.
El álbum "În culori" (En color) se lanza el 10 de enero de 2002; contenía el sencillo Ţi-am promis, logrando reconocimiento en su país. Con el éxito alcanzado, la revista alemana Bravo denomina a Akcent "Banda Bravo".
Su álbum debut en inglés "French Kiss with Kylie" (Beso francés con Kylie) se lanzó en Europa el 23 de agosto de 2006 e incluye sus 2 éxitos Kylie y Jokero, esta última compitió en el festival de música de Eurovisión por parte de Rumania. La canción French Kiss (versión en inglés de "9 mai") es un cover de la canción "Extemporal la dirigentie" de Stela Enache (cantante rumana que fue muy aclamada en los años 80 y que canta "Ani de Liceu" con su marido, quien todavía es un éxito entre los jóvenes).
Gracias a su gran éxito en Europa han logrado que la cantante Madonna, les brindara su apoyo, dándoles permiso de integrar un pequeño fragmento de su coro en el último fragmento de su sencillo King of Disco, en el cual también en el video pareciera ser ella, quien entrara a la sala de baile como aparece vestida en su video Hung Up.
En 2008 Marius abandona la banda y se inicia como solista.
En 2009 la banda lanza su nuevo álbum "Fără lacrimi" (Sin lágrimas) y los sencillos Stay with me y That's my name son enormes éxitos en Europa oriental y en países como Turquía e Israel.
Corneliu Ulici toma brevemente el puesto de Marius como cuarto integrante, solo prestando su voz en la canción Umbrela ta del más reciente álbum.
Es bastante notable el incremento de las canciones en inglés en sus últimos trabajos considerando que en 2005 el álbum "S.O.S" solo contenía el track I'm buying you whisky, y en "Fără lacrimi" (2009) la proporción inglés-rumano es de 2x1.

## Discografía
| Año  | Álbum                  | Título | Duración |
| ---- | ---------------------- | --- | --- |
| 2000 | Senzatzia              | - Ultima vară - Încearcă să mergi mai departe - Pauza de viaţă - Ascultă - În stradă - Munca de DJ - Vreau să zbor - Vedeta mea - Senzatzia - Omul negru - Nu-mi pasă de nimeni - În stradă (clubbing) - Ultima vară (house mix) | - 03:36 - 03:18 - 04:44 - 03:39 - 03:17 - 04:11 - 03:37 - 03:41 - 03:31 - 03:35 - 03:48 - 03:32 - 04:54                                 |
| 2002 | În culori              | - Ţi-am promis - Cel mai dulce cadou - În culori - Măcar - Într-o noapte târziu - Nicio zi fără tine - Prima iubire - Da-mi un tel - Spune-mi - Departe de tine | - 04:03 - 03:16 - 03:42 - 04:08 - 03:25 - 03:40 - 03:35 - 04:02 - 03:19 - 03:15                                                         |
| 2003 | 100 bpm                | - Intro - Buchet de trandafiri - O rază de iubire - Azi plâng numai eu - Interludiu - O ploaie de lacrimi - Suflet pereche - Interludiu - Durere fără sfârşit - Mi-eşti dragă - 0721 AKCENT - Nu refuza dragostea - Când vine seara - Interludiu - O rază de iubire (Unu' club remix) - Buchet de trandafiri (Unu' downtempo remix)                                | - 02:20 - 03:51 - 04:01 - 03:51 - 00:36 - 03:44 - 04:20 - 00:59 - 04:16 - 03:39 - 03:36 - 03:19 - 03:30 - 00:39 - 04:42 - 03:38         |
| 2004 | Poveste de viaţă       | - Poveste de viaţă - Spune-mi (hei baby!) - S-ajung o stea - Iar şi iar - Te văd, te simt, te doresc - Vreau să ştii | - 04:39 - 03:24 - 03:58 - 03:50 - 03:27 - 03:20                                                                                         |
| 2005 | S.O.S.                 | - Dragoste de închiriat - Ultima vară (2005) - Dă-mi dragostea - Singura cale - S.O.S - Enigma - M-am îndrăgostit lulea (feat. Laura) - I'm buying you whisky - Dragoste de închiriat (versión extendida) - Azi plâng numai eu (Gigi D'Agostino remix) - Buchet de trandafiri (Dj Pandolfi italian version) - Buchet de trandafiri (Gigi D'Agostino dondolandomix) | - 04:07 - 03:24 - 03:11 - 03:21 - 03:46 - 03:51 - 03:49 - 03:19 - 06:12 - 04:02 - 05:32 - 03:47                                         |
| 2006 | Primul capitol         | - Jokero (versión spanglish) - Dragoste de închiriat - 9 mai - Ţi-am promis - Prima iubire - În culori - Cel mai dulce cadou - Buchet de trandafiri - Suflet pereche - Poveste de viaţă - Spune-mi (hei baby!) - French kiss - Kylie - Kylie (Crush rock remix) - Kylie (Black Sea mix) - Kylie (Dj Wins mix) - Kylie (Crush thunderdoom remix)                    | - 04:00 - 04:06 - 03:57 - 04:01 - 04:06 - 03:32 - 03:40 - 03:49 - 04:20 - 04:37 - 03:22 - 03:57 - 04:06 - 03:34 - 04:36 - 04:42 - 05:13 |
| 2006 | French kiss with Kylie | - Kylie - Jokero - Phonesex - French kiss - I swear - 4 seasons in 1 day - I'm buying you whisky - S.O.S - Last summer - Spune-mi (hei baby!) - Suflet pereche - Dragoste de închiriat - Kylie (Crush rock remix) - Jokero (Activ & Optick remix edit) | - 04:06 - 04:02 - 03:06 - 04:00 - 03:25 - 03:39 - 03:19 - 03:45 - 03:30 - 03:24 - 04:20 - 04:06 - 03:35 - 04:32                         |
| 2007 | King of disco          | - King of disco - Let's talk about it - Religious girl - Baby - Feel me - La passion - Phonesex - 4 seasons in 1 day - I swear - Red bikini - Last summer | - 03:41 - 03:42 - 03:27 - 03:09 - 03:30 - 03:32 - 03:04 - 03:34 - 03:23 - 03:20 - 03:21                                                 |
| 2009 | Fără Lacrimi           | - Stay with me - That's my name - Delight - Lacrimi (feat. Alexa) - Umbrela ta - True believer - Runaway - Vreau să fiu cu tine până în zori - Lovers cry - Next to me - O noapte şi o zi - I turn around the world - Stay with me (Edward Maya club remix) - Stay with me (Edward Maya vibe remix)                                                                | - 04:09 - 05:42 - 03:43 - 03:45 - 03:41 - 03:26 - 03:38 - 03:13 - 04:11 - 03:36 - 03:38 - 04:17 - 07:23 - 05:36                         |
| 2009 | True believers         | - Stay with me - That's my name (radio edit) - Happy people - Lovers cry - Tears - I turn around the world - Runaway - Umbrela ta - Next to me - True believer - Delight - O noapte şi o zi - Lacrimi (feat. Roller Sis) | - 04:09 - 04:06 - 03:50 - 04:10 - 03:41 - 04:15 - 03:37 - 03:39 - 03:33 - 03:24 - 03:42 - 03:37 - 03:38                                 |

special girl *4:40 2014

## Videografía
La siguiente es una lista que contiene en orden alfabético los videos con los que la banda presentó sus sencillos:
- Buchet de trandafiri
- Buchet de trandafiri [edición especial]
- Chimie Intre Noi
- Dragoste de închiriat
- Feelings of fire
- French kiss
- Hold On
- I'm sorry
- În culori
- Jokero
- King of disco
- Kylie
- Let's talk about it
- Love stoned
- Lovers cry
- Make me shiver (Wanna lick your ear)
- My Passion
- Poveste de viaţă
- Prima iubire
- Spanish lover
- Spune-mi (Hei baby)
- Stay with me
- Suflet pereche
- That's my name
- Ţi-am promis
- Ultima vară

## Sencillos
| - Kylie - n.º 1 en Rumania, n.º 1 en España, n.º 1 en Polonia, n.º 1 en Rusia - Jokero - n.º 1 en Rumania, nº14 en Polonia - French Kiss - n.º 1 Rumania Sencillos Promocionales - On And On (Stay With Me) - How Deep Is Your Love - Make Me Shiver (Wanna Lick Your Ear) - Love Stoned - Spanish Lover (con Dollarman) - My Passion - Feeling On Fire (con Ruxandra Bar) - I'm Sorry (con Sandra N.) - Chimie Intre Noi |